# Madhavrao I
Madhavrao I, còn được gọi là Peshwa Madhavrao I, Madhavrao Ballal hay Thorale Madhavrao (15 tháng 2 năm 1745 - 18 tháng 11 năm 1772) ông là người con trai thứ hai của vị Maratha Peshwa tiền nhiệm: Balaji Baji Rao. Ông đã kế vị phụ thân của mình lên làm tân Peshwa sau các biến loạn cung đình.

## Ban đầu
Madhavrao sinh vào ngày 15 tháng 2 năm 1745 tại Savnur, Đế quốc Maratha (hiện nay là tỉnh Karnataka, Ấn Độ). Sinh ra là con thứ hai trong dòng dõi gia tộc Bhat cao quý. Phụ thân của ông là vị Maratha Peshwa tiền nhiệm: Balaji Baji Rao còn mẫu thân của ông là bà Gopikabai.

## Lên ngôi
Sau cái chết của người con trai trưởng của Balaji Baji Rao  là: Vishwasrao tại trận Trận Panipat lần thứ ba. Khi đó trong triều bắt đầu có sự chia rẽ về việc ai việc ai sẽ trở thành người vị Balaji Baji Rao để trở thành tân Peshwa. Lúc này trong triều chia làm hai phe, một phe do bà Gopikabai (góa phụ của Balaji Baji Rao và cũng là mẹ đẻ của Madhavrao) và anh trai của bà ta: Sardar Rastengười muốn con trai thứ hai của Balaji Baji Rao là Madhavrao, lên làm tân Peshwah còn một phe khác do Anandibai (vợ của Raghunathrao) và Sakharambapu Bhagwant Bokil (một người bạn của Ragh thrao Hivare) muốn em trai của Balaji Baji Rao tức là: Raghunathrao, trở thành vị Maratha Peshwa tiếp theo. Cuối cùng, người ta quyết định rằng Madhavrao sẽ trở thành vị Maratha Peshwa tiếp theo lấy hiệu là Madhavrao I. Chú của ông, Raghunathrao, sẽ đóng giữ vai trò nhiếp chính và Sakharambapu sẽ là Diwan.
Ban đầu, các vấn đề diễn ra suôn sẻ, cho đến khi Madhavrao đạt đến tuổi trưởng thành. Tại triều đình của vị mẫu thân Gopikabai, Madhavrao đã bắt đầu nói chuyện với bà và đưa mắt về các vấn đề của nhà nước. Điều này đã dẫn đến một sự câm ghét giữa cháu trai Madhavrao và chú của mình là Raghunathrao.